# Vachellia tortuosa
Espèce
Synonymes
- Acacia tortuosa (L.) Willd.[2]
- Mimosa tortuosa L.[2]

Vachellia tortuosa est une espèce de plantes à fleurs de la famille des Fabacées. C'est un arbre originaire d'Amérique tropicale. Il est connu sous le nom de pompon jaune, acacia bord de mer ou acacia savane aux Antilles françaises.

## Synonymes
- (≡) Mimosa  tortuosa L. (basionyme)
- (≡) Vachellia  tortuosa (L.) Seigler & Ebinger

## Description
L'acacia tortuosa est un arbuste ou un petit arbre de 3 à 6 m de hauteur aux branches étalées. Les rameaux et les pétioles portent des épines stipulaires, cylindriques, épaisses, de 0,5 à 4 cm. Il se distingue par ses rameaux nettement tortueux comme son nom l'indique.
La feuille paripennée est portée par un pétiole doté d'une glande oblongue. Elle est composée de 2 à 8 paires de pennes, elles-mêmes composées de 10-20 paires de folioles, linaires, de 4-7 × 1 mm.
Les fleurs sont rassemblées en glomérules axillaires, jaunes, de 10 mm de diamètre, porté par un pédoncule de 15-35 mm, pileux.
Aux Antilles, il fleurit presque toute l'année et particulièrement en juin-juillet.
Le fruit est une gousse subcylindrique, de 8-15 cm × 7-9 mm, noire à maturité, irrégulièrement comprimée entre les graines.

## Écologie
C'est une espèce de la Floride, des Antilles et du nord de l'Amérique du Sud.
Il est très commun dans les Antilles françaises, dans les fourrés épineux de la série xérophile.

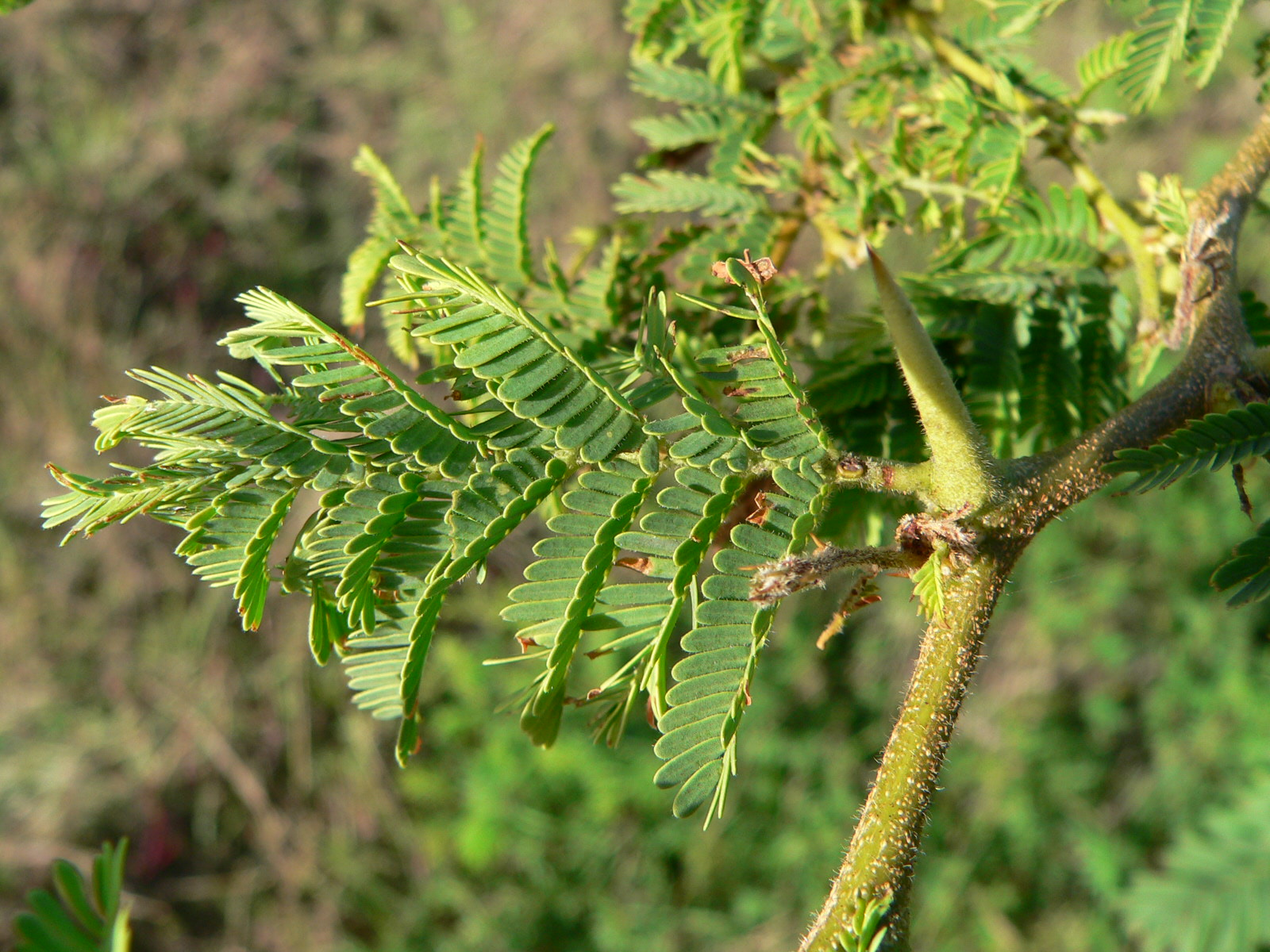
Epine et glande sur le pétiole
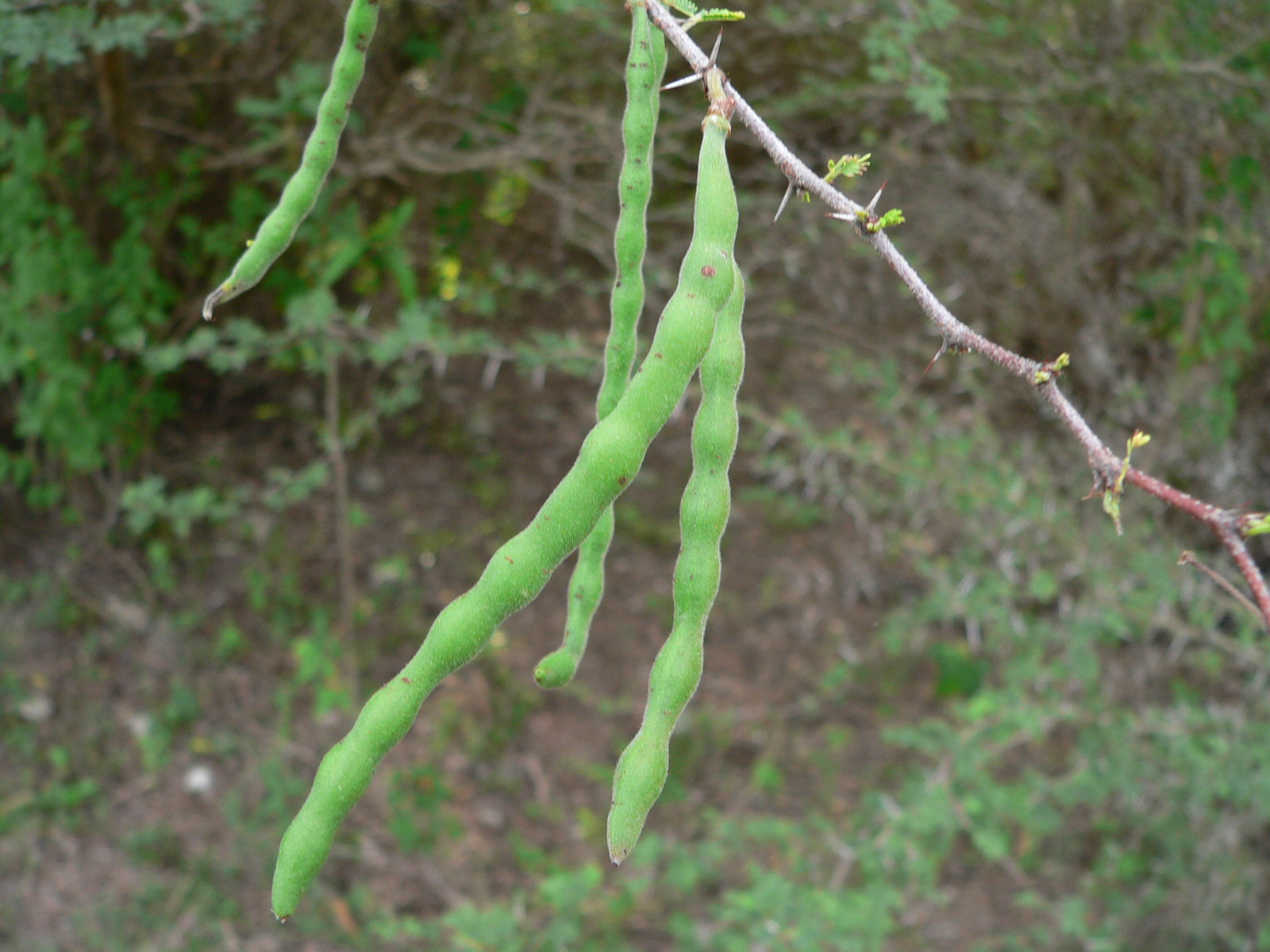
Gousses
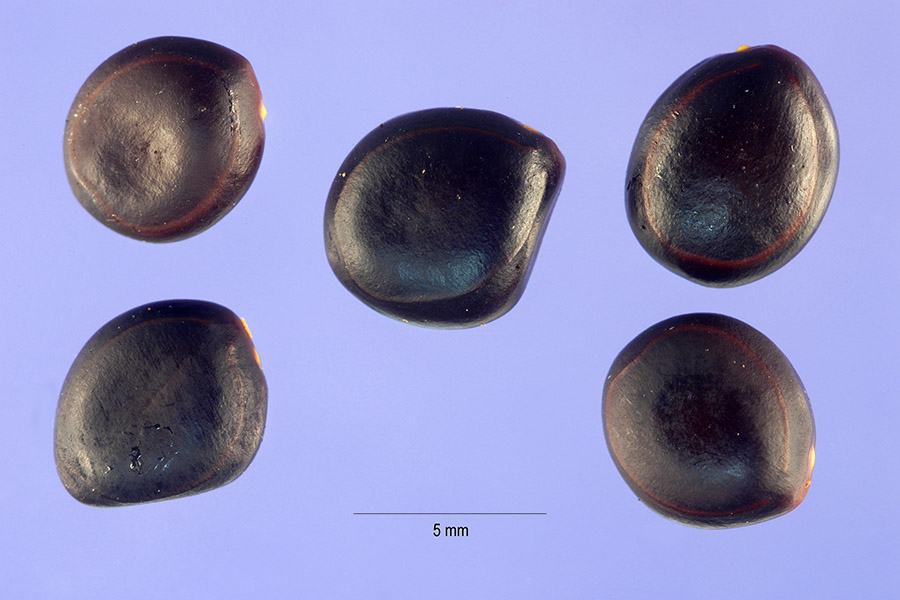
Graines